# Keltsko morje
Keltsko morje je območje Atlantskega oceana ob južni obali Irske, ki je na severovzhodu omejeno s kanalom Sv. Jurija in Bristolskim kanalom, Rokavskim prelivom na jugovzhodu in Biskajskim zalivom na jugozahodu, obkrožajo pa ga deli Walesa, Cornwalla, Devona in Bretanje. Južno in zahodno mejo predstavlja kontinentalna polica. V Keltskem morju leži tudi otočje Scily, ki je edino otočje tega morja.

## Zgodovina
Keltsko morje je ime dobilo po keltski dediščini mejnih dežel na severu in vzhodu. Ime je prvi predlagal E. W. L. Holt na kongresu ribiških strokovnjakov iz Velike Britanije, Francije in Irske leta 1921 v Dublinu. Severni del tega morja je veljal za del kanala Sv. Jurija, južni del pa za del tako imenovanih »Jugozahodnih pristopov« do Velike Britanije. Potreba po lastnem imenu se je pojavila zaradi skupne morske biologije, geologije in hidrologije območja. V Franciji so ime sprejeli, še preden se je uveljavilo v angleščini; leta 1957 je Édouard Le Danois zapisal »Ime Keltsko morje skoraj ni znano niti oceanografom.« Kot prvi so poimenovanje sprejeli morski biologi in oceanografi, pozneje so ime pričela uporabljati še naftarska podjetja. Morje je bilo z novim imenom poimenovano v britanskem atlasu iz leta 1963, v članku iz leta 1972 pa je o imenu hkrati navedeno, da »kar britanski zemljevidi označujejo za Zahodne pristope in tisto, kar naftna industrija imenuje Keltsko morje, ga prebivalci obal zahodne Britanije zagotovo ne imenujejo tako.«

## Topologija
Med Keltskim morjem in Atlantskim oceanom ni kopenske meje, ki bi definirala južno in zahodno razmejitev. E. W. Holt je za mejo predlagal izobato na 200 metrih globine ter otok Ushant pred glavnim polotokom Bretanje. Leta 1974 je glavni hidrograf britanske mornarice morje razmejil v razmejitveni črti Ushant–Land End–Hartland Point–otok Lundy–St. Govan's Head–Rosslare–irska obala–Mizen Head–izobata 200 m do zemljepisne širine Ushanta. 
Mednarodna hidrografska organizacija določa meje Keltskega morja na naslednji način:
Na severu: Južna meja Irskega morja [meja, ki povezuje glavo St. Davida s Carnsorom], južna obala Irske, od tod do Mizen Head meja do položaja 51° 0′ S 11° 30′ Z.
Na zahodu in jugu: meja od položaja 51° 0' S 11° 30'  južno do 49° S, od tod do širine 46° 30' S in zahodne meje Biskajskega zaliva [meja, ki povezuje rt Ortegal in točko Penmarch], od tod vzdolž meje do Penmarcha. 
Na vzhodu: zahodna meja Rokavskega preliva [meja med Île Vierge in Land's End] in zahodna meja Bristolskega kanala [meja med Hartland Point in Head St. Govan].
Morsko dno pod Keltskim morjem se imenuje Keltska polica in je kontinentalna polica Evrope. Severovzhodni del je globok med 90 in 100 m, globina narašča proti kanalu sv. Jurija. Proti jugozahodu so peščene sipine podobne globine z vmesnimi do 50 m globokimi kanjoni. Ti grebeni so med plimovanjem v obodobju nižje morske gladine. Topografija južno od 50° S je bolj nepravilna.

## Ekologija
Raziskovanje nafte in plina v Keltskem morju je imelo omejen komercialni uspeh. Plinsko polje Head of Kinasle je v osemdesetih in devetdesetih letih 20. stoletja v večini dobila republika Irska. Morje je sicer pregloboko za fiksne vetrne elektrarne, a naj bi morje imelo potencial za do 50 MW plavajoče vetrne elektrarne, Total S. A. pa načrtuje elektrarne z nameščeno močjo skoraj 100 MW. 